# 贾华 (晋国)
贾华（？—前650年），中国春秋时期晋国大夫。
晋献公的儿子夷吾镇守屈地。前654年春，晋献公要剪除群公子，派遣右行大夫贾华率军进攻屈地。夷吾守不住，和屈人订立盟约，然后准备逃亡到狄。郤芮建议他到了梁国。前650年，夷吾即位为晋惠公，丕郑谋立公子重耳。晋惠公杀了丕郑、祁举。七舆大夫是里克、丕郑之党，包括右行贾华、左行共华、叔坚、骓歂、纍虎、特宫、山祁，也一起被杀。